# غلين شابمان

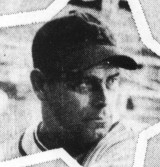
صاحب الصورة هو المعني في المقال

غلين شابمان (بالإنجليزية: Glenn Chapman)‏ هو لاعب كرة قاعدة أمريكي، ولد في 21 يناير 1906 في كامبريدج في الولايات المتحدة، وتوفي في 5 نوفمبر 1988 في ريتشموند في الولايات المتحدة.

## وصلات خارجية
- غلين شابمان على موقعبيزبول رفرنس.كوم (الدوري الرئيسي) (الإنجليزية)
- غلين شابمان على موقعبيزبول رفرنس.كوم (الدوري الثانوي) (الإنجليزية)